# Самыловский, Иван Васильевич
Ива́н Васи́льевич Самыло́вский (5 сентября 1905, дер. Тупаново, Тотемский уезд, Вологодская губерния — 29 ноября 1971, Москва) — советский дипломат и журналист. Чрезвычайный и полномочный посол.

## Биография
Член ВКП(б). Учился в Вологодской губернской школе советского и партийного строительства, затем окончил общественно-политический факультет Ленинградского восточного института (1932).
- В 1932—1933 годах — сотрудник консульства СССР в Кульдже (Китай).
- В 1933—1936 годах — на научной работе.
- В 1936—1939 годах — вице-консул, и. о. генерального консула СССР в Кашгаре (Китай).
- В 1939 году — сотрудник центрального аппарата НКИД СССР.
- В 1939—1942 годах — генеральный консул СССР в Кашгаре (Китай).
- В 1942—1944 годах — советник посольства СССР в Афганистане.
- В 1944—1947 годах — заведующий Ближневосточным отделом НКИД (с 1946 — МИД) СССР.
- С 23 июня 1947 по 27 мая 1948 года — чрезвычайный и полномочный посол СССР в Афганистане.
- В 1948—1956 годах — главный редактор радиовещания на страны Востока Комитета по радиовещанию при СМ СССР, начальник Управления радиовещания на страны Востока Государственного комитета по радиовещанию при СМ СССР.
- В 1957—1968 годах — заведующий Отделом Ближнего и Среднего Востока и Африки Государственного комитета по культурным связям с зарубежными странами при СМ СССР.

## Награды
- орден Трудового Красного Знамени (5 ноября 1945)
- орден Красной Звезды (3 ноября 1944)